# كورنياسبا
كورنياسبا كانت بلدة في بونتوس القديمة، بالقرب من حدود غلاطية، وكانت مأهولة بالسكان في العصر الروماني والبيزنطي. إيونوميوس السيزيكوسي وُلد فيها.
يقع موقعها شرق يوزغات ، تركيا الآسيوية.